# Estampado - Um Instante Que Não Pára
Estampado - Um Instante Que Não Para é o segundo DVD da cantora e compositora brasileira Ana Carolina, lançado em novembro de 2004 pela BMG Brasil. Trata-se do registro de um show realizado nos dias 6 e 7 de agosto de 2004 no Claro Hall, Rio de Janeiro, para um público de nove mil pessoas. É o seu primeiro DVD totalmente focado em um concerto musical; seu primeiro DVD, Estampado (2003), é um documentário com pequenas apresentações musicais. Vendeu mais de 50 mil cópias, sendo certificado como Disco de Platina.

## Faixas
| N.º | Título                                             | Compositor(es)                                                                           | Duração |  |
| 1.  | "Uma Louca Tempestade"                             | Antônio Villeroy e Bebeto Alves                                                          | 5:42    |  |
| 2.  | "Elevador (Livro de Esquecimento)"                 | Ana Carolina                                                                             | 3:54    |  |
| 3.  | "Hoje Eu Tô Sozinha"                               | Carolina                                                                                 | 4:33    |  |
| 4.  | "Encostar na Tua"                                  | Carolina                                                                                 | 5:00    |  |
| 5.  | "A Canção Tocou na Hora Errada"                    | Carolina                                                                                 | 3:11    |  |
| 6.  | "Nada pra Mim"                                     | John Ulhoa                                                                               | 2:02    |  |
| 7.  | "Quem de Nós Dois (La Mia Storia Tra Le Dita)"     | Gianluca Grignani e Massimo Luca; Carolina e Dudu Falcão (versão em português)           | 5:02    |  |
| 8.  | "Dois Bicudos"                                     | Villeroy                                                                                 | 4:42    |  |
| 9.  | "Vestido Estampado / Me Deixa em Paz"              | Carolina / Ayrton Amorim e Monsueto                                                      | 4:28    |  |
| 10. | "É Mágoa"                                          | Carolina                                                                                 | 4:20    |  |
| 11. | "Poema de Benjamin Constant / Que Se Danem os Nós" | Benjamin Constant / Carolina e Villeroy                                                  | 4:16    |  |
| 12. | "Pra Rua Me Levar"                                 | Carolina e Villeroy                                                                      | 3:54    |  |
| 13. | "Só Fala em Mim"                                   | Carolina, Celso Fonseca e Villeroy                                                       | 3:51    |  |
| 14. | "Poema de E. E. Cummings / Nua / Outra Vez"        | E. E. Cummings, poema traduzido por Monique Gardenberg / Carolina e Vitor Ramil / Isolda | 5:23    |  |
| 15. | "Eu Gosto de Mulher / Mulher Eu Sei"               | Roger Moreira / Chico César                                                              | 2:32    |  |
| 16. | "Sinais de Fogo"                                   | Carolina e Villeroy                                                                      | 2:36    |  |
| 17. | "Vox Populi"                                       | Carolina                                                                                 | 3:54    |  |
| 18. | "Ela é Bamba"                                      | Villeroy                                                                                 | 2:55    |  |
| 19. | "Garganta"                                         | Villeroy                                                                                 | 4:39    |  |
| 20. | "O Beat da Beata" (faixa bônus)                    | Carolina e Seu Jorge                                                                     |         |  |

## Músicos participantes
Créditos adaptados do encarte.
- Ana Carolina: voz, violão e pandeiro
- Dunga: baixo, violão, vocais, pandeiro e isqueiro
- Vinícius Rosa: guitarra e violão
- Cesinha: bateria, percussão, cajon e pandeiro
- Carlos Trilha: teclados e projeções
- Lui Coimbra: cello, violão e pandeiro
- Leonardo Reis: percussão, cajon e pandeiro
- Marcelo Costa: percussão, cajon, pandeiro e placas de zinco
- Ênio Taquari: percussão, cajon, pandeiro e isqueiro
- Paulo Santoro: cello
- Rogério Rosa e Glauco Fernandes: violinos
- Luís Audi: viola
- Cristina Braga: harpas